# Zamia monticola
Zamia monticola är en kärlväxtart som beskrevs av Chamb. Zamia monticola ingår i släktet Zamia och familjen Zamiaceae. IUCN kategoriserar arten globalt som akut hotad. Inga underarter finns listade i Catalogue of Life.